# Mustafa Sarp
Mustafa Sarp (* 5. November 1980 in Bakırköy, Istanbul) ist ein ehemaliger türkischer Fußballspieler und -trainer.

## Spielerkarriere

### Verein
Sarp begann im Jahr 1999 mit seiner Karriere bei Gaziosmanpaşaspor. Dort spielte er drei Jahre. Er wechselte zum Zweitligisten Mersin İdman Yurdu. Für Mersin spielte er als Stammspieler im Mittelfeld 59 Spiele und erzielte 5 Tore. Im Sommer 2004 verpflichtete ihn der Erstligist Ankaraspor. Wie zuvor in Mersin blieb Sarp lediglich Spielzeiten in der Hauptstadt. Kayseri Erciyesspor verpflichtete Mustafa ablösefrei. In der Saison 2006/07 stieg Kayseri Erciyesspor in die 2. Liga ab. Sarps Vertrag war für die 2. Liga nicht gültig, weshalb er sich von dem Klub trennte. Sein neuer Arbeitgeber wurde Bursaspor. Für Bursaspor spielte er zwei Jahre. Zur Saison 2009/10 wechselte Sarp ablösefrei zu Galatasaray Istanbul. Am 2. September 2011 wurde Sarps Vertrag bei Galatasaray aufgelöst.
Sarp wechselte zum Sommer 2011 zum Süper-Lig-Aufsteiger Samsunspor. Hier spielte er lediglich die Hinrunde und wechselte zur Rückrunde zum Ligakonkurrenten Kardemir Karabükspor. Im Sommer 2012 wechselte erneut innerhalb der Liga, diesmal zu seinem ehemaligen Verein Mersin İdman Yurdu. Auch bei Mersin İY spielte er lediglich eine halbe Spielzeit und wechselte anschließend innerhalb der Liga zu Sanica Boru Elazığspor. Zum Sommer 2013 wechselte er zum Zweitligisten Istanbul Büyükşehir Belediyespor und feierte mit seinem neuen Verein den Aufstieg in die Süper Lig. 2014 wechselte er zu Manisaspor, er unterschrieb einen Einjahresvertrag. Ende 2014 verließ der diesen Verein wieder.

### Nationalmannschaft
Sarp wurde im März 2006 vom Nationaltrainer Fatih Terim zum ersten Mal für die türkische Nationalmannschaft nominiert, kam aber nicht zum Einsatz. Im gleichen Monat erhielt er für die Zweite Auswahl der türkischen Nationalmannschaft eine Nominierung und absolvierte hier sein Debüt gegen die Zweite Auswahl Schottlands. Im März 2008 erhielt er vom Nationaltrainer Fatih Terim erneut eine Nominierung für die türkische Nationalmannschaft, kam aber wieder nicht zum Einsatz.

## Trainerkarriere
Seine Trainerkarriere startete Sarp 2015 mit einem Einsatz als Nachwuchstrainer bei seinem früheren Verein Mersin İdman Yurdu. Im Januar 2016 verließ er diesen Verein vorzeitig.

## Erfolge
Mit Istanbul BB
- Meister der TFF 1. Lig und Aufstieg in die Süper Lig: 2013/14